# Prosecco
Prosecco é um vinho branco italiano, produzido nas variantes spumante, frizzante e tranquillo, dependendo no grau de perlage.
É produzido a partir da uva glera, uma casta de videira, anteriormente conhecida por prosecco, originária da região do Veneto, Itália. A mudança do nome foi uma tentativa de acabar com a confusão entre o tipo do vinho e a uva.
Apenas duas regiões têm direito à denominação de origem controlada: as vilas de Valdobbiadene e Conegliano. Vinhos de outras partes do Veneto são classificados com indicação geográfica típica. A mudança de nome ocorreu porque os produtores da região de Valdobbiadene patentearam suas técnicas e métodos de produção, não permitindo assim que outras vinícolas fora das regiões demarcadas utilizassem o nome de prosecco.